# Zgornje Gorje
Zgornje Gorje so naselje, središče občine Gorje. Nahajajo se blizu Bleda. Najbolj znana turistična točka je soteska Vintgar. Gorje delimo na veliko različnih regij, največji pa sta Zgornje Gorje in Spodnje Gorje. Pod občino Gorje spada tudi del planote Pokljuka. 